# Braco de Auvernia
El Braco de Auvernia es una raza de perro originaria del área montañosa del departamento de Cantal, en la región histórica de Auvernia, Francia.
Se trata de un perro de caza versátil de tipo perdiguero que desciende de antiguos tipos de perros cazadores de esa región.

## Apariencia
El Braco de Auvernia es un perro fuerte, de entre 53 y 63 cm a la cruz con una cabeza grande, orejas largas y labios pendulantes. Suele cortársele la cola hacia la mitad de su longitud.
Su manto corto y lustroso es blanco con motas negras que dan una impresión azulada junto con otras manchas negras grandes. La cabeza y las orejas son siempre negras.

## Temperamento
El Auvergne es un compañero vivo, sensible, obediente y afectuoso. Inteligente y de buena naturaleza es un buen perro en la familia y un excelente compañero de caza que se lleva bien con otros perros. Se trata de un perro cazador por naturaleza que trabaja de cerca con sus compañeros, buscándolos frecuentemente. Este trato cercano, combinado con su naturaleza gentil y el deseo de agradar le convierten en un pointer muy fácilmente domesticable.
Le viene bien una buena cantidad de ejercicio para ejercitar su cuerpo, olfato y mente.